# シグナル伝達兼転写活性化因子
シグナル伝達兼転写活性化因子（しぐなるでんたつけんてんしゃかっせいかいんし）あるいは略してSTAT（すたっと－、英: Signal Transducers and Activator of Transcription, Signal Transduction and Activator of Transcription, STAT）は、細胞増殖、分化および生存などの過程を制御するタンパク質であり、その名の通りシグナル伝達と転写活性化の双方において働く分子である。STATは非活性化状態においては細胞質に存在するがJAK（ヤヌスキナーゼ）が活性化されることによってリン酸化を受け、核内へ移行して目的遺伝子を活性化する転写因子として機能する。この活性化経路はJAK-STAT経路と呼ばれており、JAK-STAT経路の制御不全は悪性腫瘍形成の初期の過程などにしばしば見られ、血管新生や腫瘍の生存延長、免疫抑制などを引き起こす。

## STATファミリー

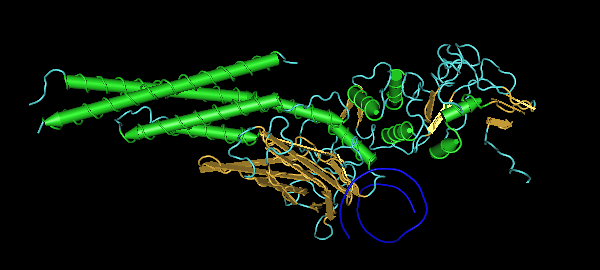
STAT3。

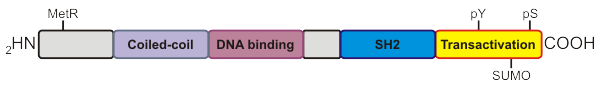
STATタンパク質のドメイン構造および翻訳後修飾。

これまでに同定されたSTATファミリーに属する分子としてSTAT1、STAT2、STAT3、STAT4、STAT5A、STAT5B、STAT6の7種類が存在している。これらの全ての分子はホモ二量体を形成することができる。また、STAT1/2やSTAT1/3、STAT5A/5Bなどのヘテロ二量体が存在することも知られており、いずれもシグナル伝達に関与している。STATの構造中にはDNA結合ドメインやJAKによりリン酸化された受容体との結合部位に当たるSH2ドメインを有し、カルボキシル基末端側には保存されたチロシン残基が存在してSTAT二量体の形成に関与している。
サイトカイン受容体とSTATとでは数的に1対1で対応しているわけではなく、複数のサイトカイン分子が同一のSTATを活性化しうる。例えばIL-6とインターフェロン-γは共にSTAT1を活性化するが、生理活性は異なる。このことはIL-6がSTAT1以外にSTAT3をも活性化しうるためであることから説明がつき、実際にSTAT3を欠いた細胞においてはIL-6はインターフェロン-γと類似した作用を示す。

## 活性化

JAK-STAT経路の活性化。左より(1)細胞膜における受容体タンパク質の会合、(2)受容体のチロシン残基自己リン酸化、(3)STAT分子の結合、(4)STAT二量体の核内移行、転写活性化。

サイトカインのシグナル伝達はJAK-STAT経路を介して行われる。細胞膜表面に存在する受容体にリガンドが結合すると受容体タンパク質の細胞内ドメインと会合しているJAKが活性化し、受容体のチロシンリン酸化を行う。このリン酸化を自己リン酸化と呼び、受容体のリン酸化チロシン残基がSTAT分子のSH2ドメインとの結合部位となる。転写因子であるSTATタンパク質はカルボキシル基側のチロシン残基がリン酸化されると共に、SH2ドメインを介した二量体を形成して活性化する。これによって輸送体タンパク質であるインポーチンを介して核内へ移行した後にDNA上のプロモーター領域に結合する。例えばインターフェロン-γによって活性化されるSTAT1ホモ二量体はGASモチーフと呼ばれる配列に、IL-2によって活性化されるSTAT5ホモ二量体はMGFボックスにそれぞれ結合する。このような機構を介して活性化したSTATは転写活性化を引き起こし、種々の生物活性の発現につながる。一度チロシンリン酸化を受けて核内へ移行したSTATがホスファターゼによる脱リン酸化を受けると輸送体タンパク質であるCrm1/RanGTPにより核外輸送を受ける。また、STATのセリン残基のリン酸化はSTATの活性に影響を与えている。JAK-STAT経路の活性化のレベルは通常5-30分でピークに達し、1-4時間で元のラインにまで戻る。

## フィードバック
細胞にはサイトカインのシグナルを正または負に制御するシステムが備わっており、恒常性の維持において重要な役割を果たしている。ポジティブフィードバック機構としてはインターフェロン-γによるSTAT1やISG15（IFN-Stimulated Gene 15）の誘導などが知られている。一方、サイトカインシグナルの抑制経路としてタンパク質分解による受容体発現の減少、チロシンホスファターゼであるSHPによるJAKおよびSTATの脱リン酸化、PIASやSOCSと呼ばれるタンパク質によるSTATの機能阻害が挙げられる。サイトカインの刺激により正と負いずれのフィードバック機構が強く誘導されるかは刺激の強さに依存し、大量のサイトカインによって刺激を受けた際には過剰なシグナルを抑制するために負のフィードバック機構が働く。